# Charlotte Corday

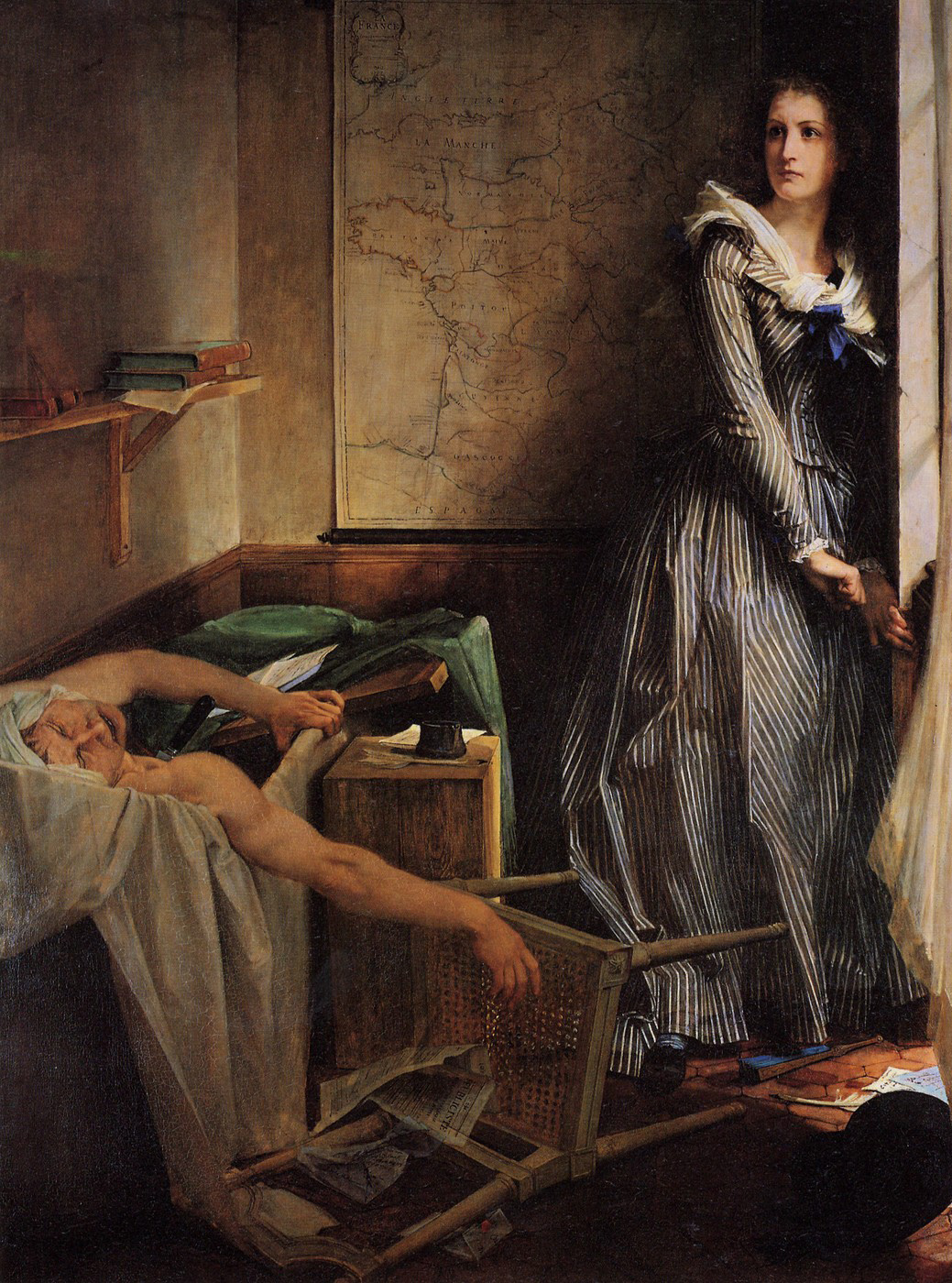
Charlotte Corday per Paul Jacques Aimé Baudry, pintat l'any 1858: sota el Segon Imperi Francès, Marat fou vist com un monstre revolucionari i Corday com a heroïna de França

Charlotte Corday   (Ligneries, 27 de juliol de 1768 - plaça de la Concorde, 17 de juliol de 1793) de nom complet Marie Anne Charlotte Corday d'Armont. Fou una revolucionària francesa. El 1793, va ser executada a la guillotina per l'assassinat de Jean-Paul Marat, líder de Club dels Jacobins, que va ser en part responsable del curs més radical que havia pres la Revolució Francesa a través del seu paper de polític i periodista. Marat havia tingut un paper substancial en la depuració política dels girondins, amb qui Corday simpatitzava. El seu assassinat es va representar a la pintura La mort de Marat de Jacques-Louis David, que mostra el cadàver de Marat després que Corday l'hagués apunyalat al seu bany medicinal. El 1847, l'escriptor Alphonse de Lamartine va donar a Corday el sobrenom pòstum de l'àngel de l'assassinat. L'aspecte físic de Corday es descriu al seu passaport com "cinc peus i una polzada... cabells i celles castanyes, ulls grisos, front alt, boca de mida mitjana, barbeta amb clotets i cara ovalada".

## Biografia
Nascuda a Saint-Saturnin-des-Ligneries, un llogaret de la comuna d'Écorches (Orne), a Normandia, Era la tercera dels cinc fills de François de Corday d'Armont, cavaller normand, antic tinent dels exèrcits del rei, i Charlotte Marie Jacqueline de Gautier des Authieux de Mesnival (13 de març de 1737, mort a Caen el 9 d'abril de 1782), Charlotte. Corday és la besneta de Pierre Corneille per la seva filla Marie. Els seus pares eren cosins. La llegenda popular diu que Charlotte Corday va poder entrar a casa de Marat, antic metge del duc d'Orleans, gràcies als seus vincles familiars, però probablement aquest vincle no hi tenia res a veure. La seva família, noble, però sense riquesa, viu en una petita casa prop de Vimoutiers. Els pares de Charlotte Corday van tenir cinc fills, quatre dels quals van sobreviure a la infància. Un dels seus germans, François de Corday, nascut el 1774, va ser afusellat a Auray el 1795.
Davant de diferents disputes familiars pel repartiment de l'herència entre ell i els seus germans, François, el pare, es va traslladar a Caen, la gran ciutat més propera. Vidu el 1782, es va trobar en dificultats: com molts altres membres de la noblesa, va intentar situar els seus fills. Rebutjada uns anys abans a la prestigiosa casa de Saint-Cyr, Charlotte Corday, aleshores de tretze anys, va ser ingressada amb la seva germana petita a l'Abadia de les Dames de Caen, que, com a abadia reial, havia d'acollir les joves pobres, de la noblesa de la província de Normandia.
La instrucció en aquest convent és, per tant, ordenada. Les seves lectures són llavors serioses -sobretot els autors clàssics- reflectint una curiositat intel·lectual. El seu pare li va prestar uns quants volums de Montesquieu i Rousseau, fet que fa pensar que havia adquirit una certa cultura filosòfica i, per tant, política. Admira els filòsofs, s'obre a noves idees, mantenint la seva fe religiosa. No obstant això, solitària, també està marcada per una pietat en procés de transformació, tant interior com espectacular, cultiva el gust pel sacrifici, per la mort jove i per la fe interior. És en nom d'aquesta fe que va viure la seva execució com un regal d'ella mateixa, i va rebutjar la confessió definitiva a la presó.
Va romandre a l'Abadia de les Dames fins al febrer de 1791, ja que la congregació es va dissoldre un any després de la nacionalització dels béns del clergat i la supressió dels ordes religiosos. Amb la Revolució Francesa, la votació de la llei que estableix la Constitució civil del clergat el 12 de juliol de 1790 va comportar, doncs, el tancament dels convents que van ser declarats Bé nacional.
Després de 1791, va viure a Caen amb la seva cosina, Madame Le Coustellier de Bretteville-Gouville. Els dos van desenvolupar una estreta relació i Corday va ser l'únic hereu de la propietat del seu cosí.

## Contacte amb la política
Un dels seus familiars, Frédéric de Corday, relataria més tard:
| «                     | Charlotte tenia el foc sagrat de la independència, les seves idees eren fixes i absolutes. Ella només va fer el que volia. No la podies molestar, era inútil, mai va tenir dubtes, mai incerteses. Un cop presa la seva decisió, ja no admetia cap contradicció. El seu oncle, el pobre abat de Corday em parlava d'ell en els mateixos termes, com d'una persona que tenia caràcter d'home. Tenia, a més, un esperit més aviat burlesc, més aviat burlesc... Era capaç de sentiments nobles i alts, de moviments bells. Amb l'energia de la qual estava dotada, es va imposar i mai va fer el que va voler. Tot i que les dones de la família eren totes enèrgiques, no n'hi havia cap que tingués un caràcter tan decidit i capaç. Si hagués manat un regiment, l'hauria dirigit bé, això es pot endevinar. | » |
| — Frédéric de Corday, | |   |

“Retorn al segle”, la jove va tornar a viure amb el seu pare, que havia venut la finca “du Ronceray”, on es va criar, per comprar-ne una altra, amb nous lloguers, anomenada “la granja del Bosc”.
A principis de juny de 1791, Marie Anne Charlotte de Corday va abandonar el camp per viure a Caen, amb la seva tia, Madame de Bretteville-Gouville, rue des Carmes. Aleshores tenia vint-i-tres anys, i defensava amb orgull les seves idees constitucionals, en un entorn on encara hi havia molts reialistes.
Després de la fugida i de la detenció del rei a Varennes, els girondins, que tenien una majoria relativa a l'Assemblea, es van enfrontar a l'oposició dels diputats montagnards, entre ells Marat.
Durant la insurrecció del 10 d'agost, el rei va ser suspès de les seves funcions, després empresonat a la torre del Temple. Molts "sospitosos", inclosos els seus darrers servents, distribuïts a les presons de París i de les províncies, van ser executats sumàriament entre el 2 i el 7 de setembre de 1792. El diputat jacobí Jean-Paul Marat, en el seu diari radical L'Ami du peuple, es felicita d'aquestes massacres. Aquest esdeveniment esgarrifa alguns admiradors de la Revolució.
Olympe de Gouges va escriure sobretot al setembre: “La sang, fins i tot la dels culpables, vessada amb crueltat i profusió, contamina eternament les revolucions”. Aleshores, ajudant a Louvet i als girondins, Olympe de Gouges va denunciar enèrgicament el "blaster Marat" davant l'opinió pública. Les crítiques dirigides pels girondins, retransmeses pels diaris i els articles de Dulaure, Brissot, Condorcet, Mercier o Villette, es van sentir a Caen.
André Chénier va escriure un poema en honor seu.